# Rhododendron monkoboense
Rhododendron monkoboense är en ljungväxtart som beskrevs av Graham Charles George Argent. Rhododendron monkoboense ingår i släktet rododendron, och familjen ljungväxter. Inga underarter finns listade i Catalogue of Life.